# NGC 4741
NGC 4741 is een spiraalvormig sterrenstelsel in het sterrenbeeld Jachthonden. Het hemelobject werd op 9 maart 1788 ontdekt door de Duits-Britse astronoom William Herschel.

## Synoniemen
- UGC 8000
- MCG 8-23-98
- ZWG 244.45
- ZWG 245.3
- PGC 43504